# Ercília Costa
Ercília Botelho Farinha Costa (* 3. August 1902 in der Gemeinde Costa da Caparica, Kreis Almada; † 16. November 1985 in der Gemeinde Algés, Kreis Oeiras) war eine portugiesische Sängerin des Fados. Sie gilt als erster international bekannt gewordener Name des Fados, vor Amália Rodrigues.

## Leben
Die Tochter einer Fischerfamilie wurde in den populären Revuen Lissabons der 1920er und 1930er als Sängerin bekannt. Seit 1929 trat sie zudem verstärkt in Fadolokalen auf. Sie wurde häufig als Santa do Fado (portugiesisch für: Heilige des Fados) bezeichnet, unter Bezugnahme auf ihre Hände, die sie während des Vortrags gefaltet hielt. Ihre wachsende Popularität stieg durch verschiedene Gastspielreisen weiter, darunter 1930 die landesweite Tournee des Ensembles Troupe Guitarra de Portugal (u. a. mit Alfredo Marceneiro). Es folgte 1932 eine eigene Tournee auf die Azoren und Madeira, und zwischen 1936 und 1939 führten sie drei Gastspielreisen durch Brasilien, u. a. mit Vasco Santana und Mirita Casimiro. 
Zu ihrer Rückkehr 1939 wurde sie in Portugal mit verschiedenen Galaabenden geehrt, als Ausdruck ihrer nunmehr enormen Popularität. Mit Unterstützung der Propaganda des semi-faschistischen Estado Novo-Regimes, dem Secretáriado Nacional de Informação (SNI, deutsch: Nationales Sekretariat für Information), folgten Gastspiele in Spanien, wo sie für die Odeon aufnahm, 1937 in Frankreich, und auf der Weltausstellung 1939 in New York. Es folgten ausgiebige Gastspiele in den USA, bei denen sie u. a. Bing Crosby und Cary Grant traf. 1945 nahm sie ein 15-monatiges Engagement in Brasilien an. Nach ihrer Rückkehr übernahm sie die zuvor von Amália Rodrigues gespielte Rolle im erfolgreichen Revuestück Estás na lua!.
Dem zwischenzeitlich sehr populären Portugiesischen Kino widmete Ercília Costa keine Aufmerksamkeit. Nach einer kleinen Rolle 1932 spielte sie lediglich in Perdigão Queirogas Madragoa von 1952. 1954 zog sie sich aus dem Rampenlicht zurück und trat nur noch durch gelegentliche Schallplattenaufnahmen bis 1972 in Erscheinung.

## Rezeption
Sie galt als größte portugiesische Sängerin ihrer Zeit. Da sie jedoch ihren Karrierehöhepunkt vor den 1950er Jahren erlebte, bevor Schallplattenverkäufe die Popularität von Musikern maßgeblich kennzeichneten, ist sie heute kaum noch im Bewusstsein der Öffentlichkeit. Auch ihr ausgebliebenes Engagement im Film verhinderte eine anhaltende Popularität über ihre aktive Zeit hinaus.